# リーワード諸島 (ソシエテ諸島)
リーワード諸島（リーワードしょとう、英語: Leeward Islands、フランス語: îles Sous-le-Vent）は、南太平洋に位置する諸島。フランス領ポリネシアの一部であり、ウィンドワード諸島とともにソシエテ諸島を構成している。

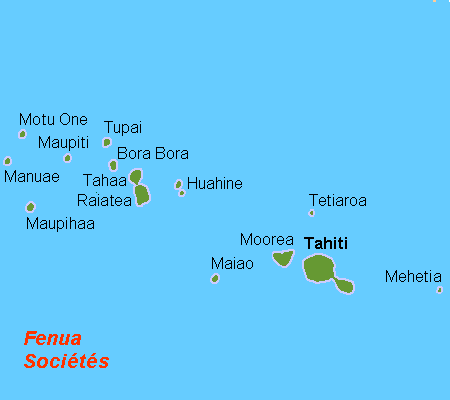
ソシエテ諸島（北西部がリーワード諸島）

リーワード諸島を最初に発見したヨーロッパ人は、金星の太陽面通過を観測するために訪れたジェームス・クックらのイギリスの探検隊で、1769年4月12日のことであった。クックはこの最初の航海（後に、二度リーワード諸島を訪れることとなる）において、王立協会（Royal Society）に敬意を表して一帯をソサエティ諸島（Society Islands）と命名し、このうち北西部をリーワード（Leeward：風下の意）諸島、南東部をウィンドワード（Windward：風上の意）諸島と名づけた。その後、ウィンドワード諸島から8年遅れて1888年にフランスの居留地となり、多くの苦難の経て1897年に併合された。
リーワード諸島は、山がちで火山岩の好例となっており、粗面岩、粗粒玄武岩、玄武岩で覆われている。サンゴ層によって山が持ち上げられているほか、溶岩を様々な形で見ることができる。リーワード諸島の火山活動は長年にわたって活動をしていないため、噴火口は侵食によってほぼ完全に消えてしまっている。
リーワード諸島で見られる植物として、パンノキ、パンダナス、ココナッツ、ココヤシがある。陸上動物は限られており、野生のブタ、ネズミ、トカゲ程度である。また、魚類については、陸上こそわずかな種類の淡水魚が存在しているのみだが、島を取り囲むサンゴ礁には数多くの種類が棲息している。リーワード諸島の主な特産物は、コプラ、砂糖、ラム酒、真珠母貝、バニラなどがある。観光業も島の経済に非常に重要となっている。

## 主な島

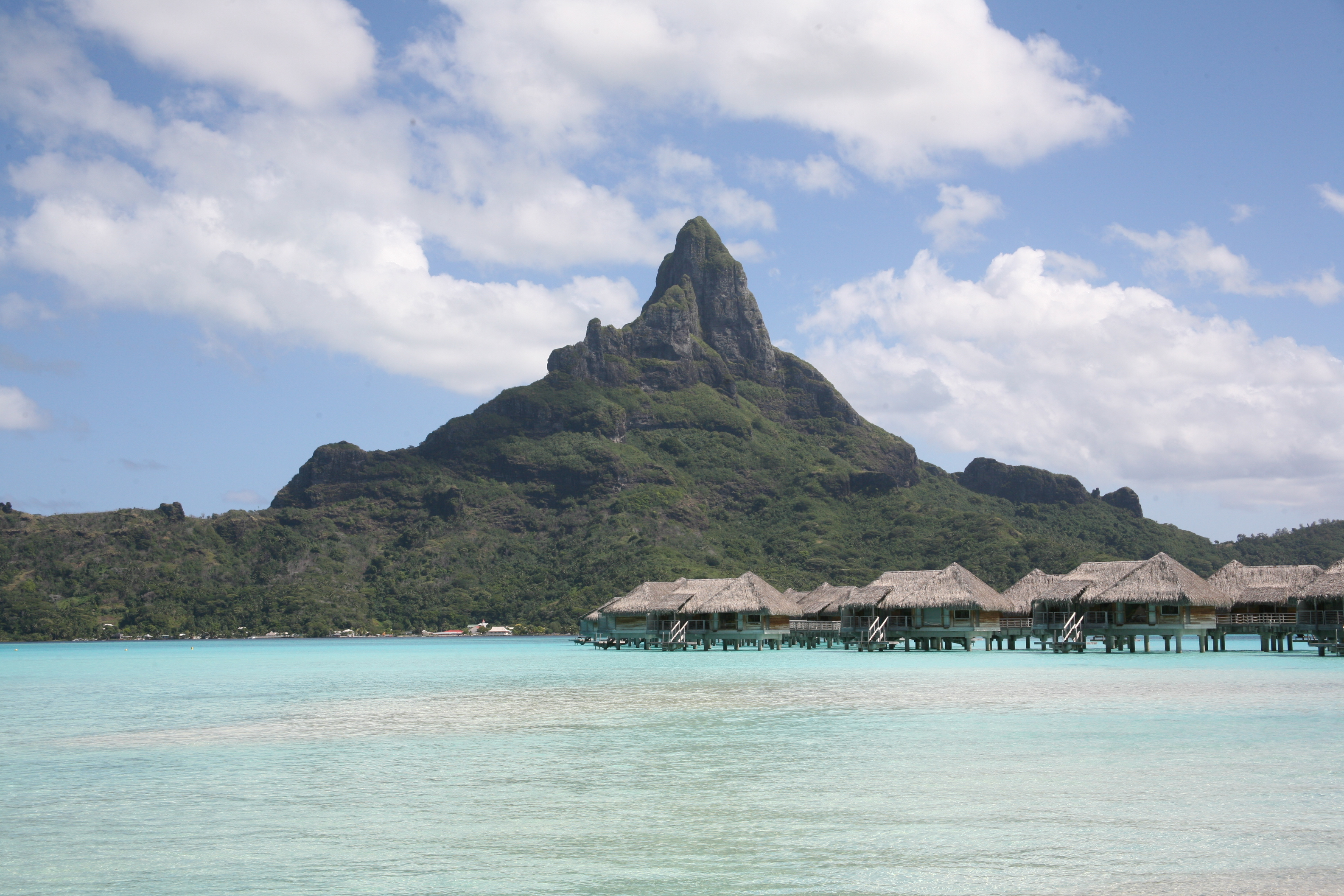
ボラボラ島

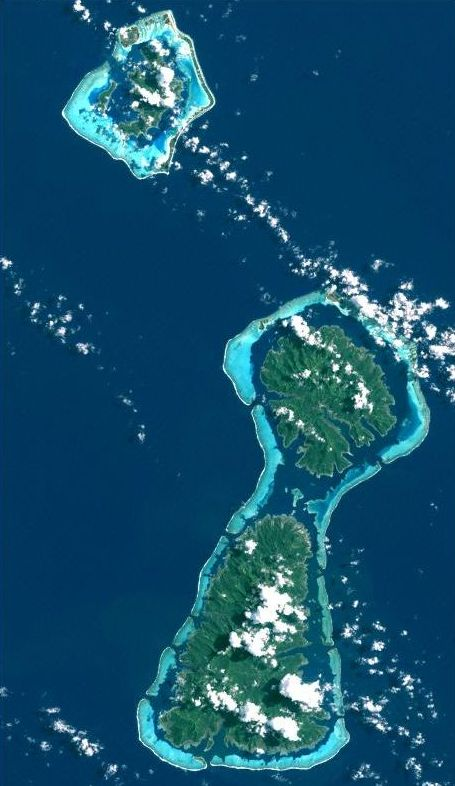
衛星写真
上からボラボラ島、タハア島、ライアテア島

- ライアテア島：リーワード諸島で最も大きな島
- フアヒネ島：満潮時には、南北二つに分かれる。北側がフアヒネ・ヌイ（大きなフアヒネの意）、南側がフアヒネ・イチ（小さなフアヒネの意）
- タハア島
- ボラボラ島
- ツパイ島
- マウピティ島
- マヌアエ島
- マウピハア島
- モツ・オネ島

座標: 南緯16度38分 西経151度32分 / 南緯16.633度 西経151.533度